# Itupeva
Itupeva is een gemeente in de Braziliaanse deelstaat São Paulo. De gemeente telt 42.458 inwoners (schatting 2009).

## Aangrenzende gemeenten
De gemeente grenst aan Cabreúva, Campinas, Indaiatuba, Itu, Jundiaí, Louveira, Valinhos en Vinhedo.